# Plaza de la Independencia (Castellón)

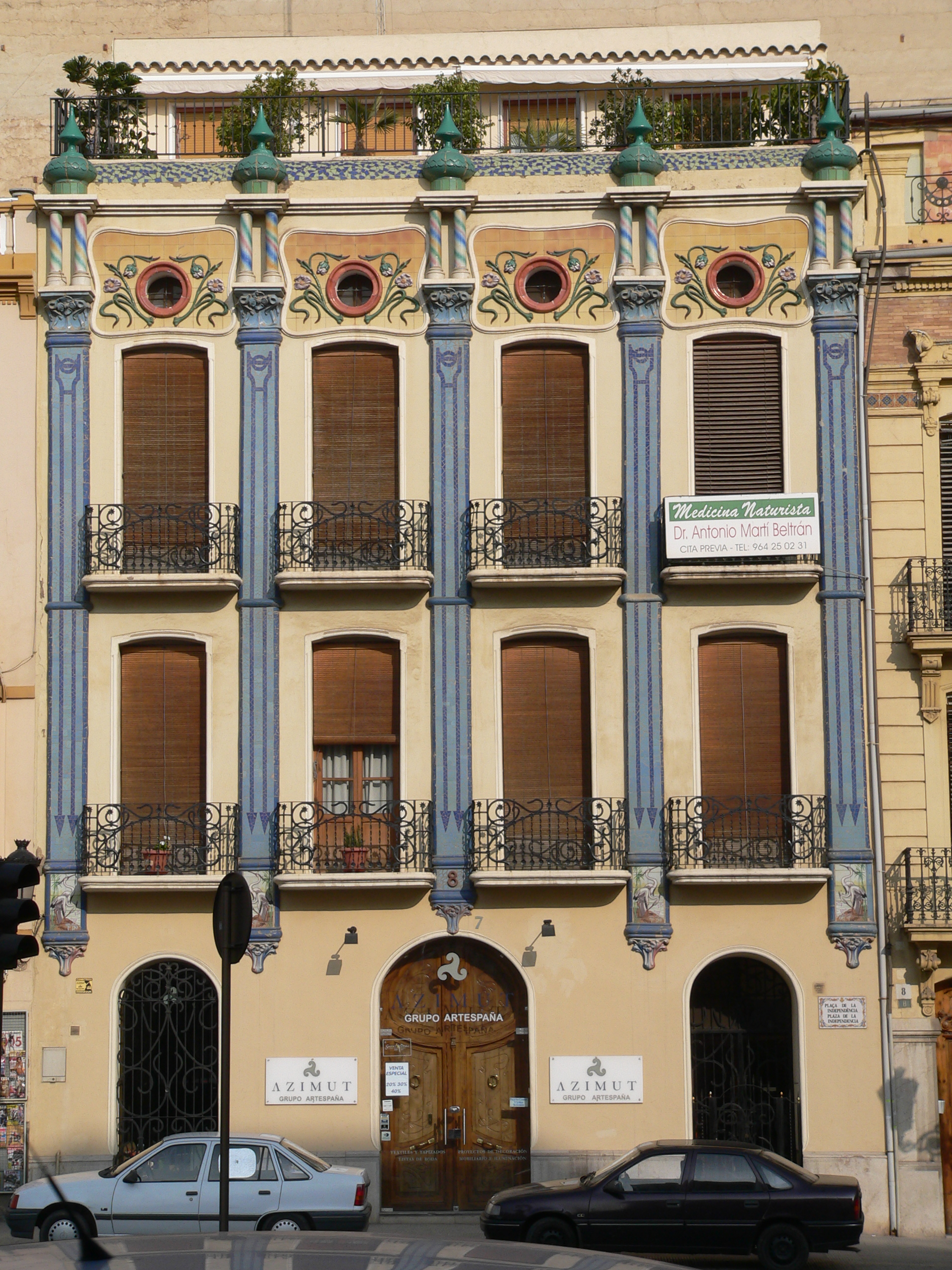
Modernismo en Castellón: casa de las Cigüeñas, plaza de la Independencia, 7

La plaza de la Independencia (conocida popularmente como La Farola) de Castellón de la Plana, forma el nexo de unión con la Ronda Mijares y la Ronda Magdalena, conectándolas y abriéndolas al centro de Castellón.

## Descripción general
Es una gran glorieta que enlaza entre sí todas las calles de su alrededor.

## Historia
El nombre de la plaza está dedicada a la Guerra de Independencia Española.
En el actual lugar de la plaza, se encontraba una puerta de acceso a la ciudad.
El 4 de mayo de 1924, el Obispo de Tortosa, coronó a la Virgen de Lidón. 

## Localización
La plaza se sitúa en la unión de las dos avenidas que más transitadas de la ciudad: las Rondas Mijares y Magdalena, en la esquina nordeste del Parque Ribalta.

## Observaciones
Durante las Fiestas de la Magdalena, se ubica la gaiata correspondiente al sector número 6.

### Edificios de interés
- Edificios modernistas:tres edificios que constituyen el mejor ejemplo de este tipo de arquitectura en la Capital de la Plana. Resulta espectacular el edificio del centro.

### Elementos de interés
- La Farola. Sin duda, el monumento más original de Castellón. La farola, se construyó en el lugar exacto dónde se coronó a la virgen. Pese a ser un monumento religioso, no alberga ningún elemento, salvo una placa de homenaje.

- Datos: Q530662
- Multimedia: Plaça de la Independència (Castelló de la Plana) / Q530662